# (18515) 1996 TL14
1996 تي أل 14 (ويعرف أيضًا باسم (18515) 1996 تي أل 14 وفق تسمية الكوكب الصغير) (بالإنجليزية: 1996 TL14)‏ هو كويكب ضمن حزام الكويكبات؛ وترتيبه 18515 من حيث الاكتشاف.
اكتُشف هذا الجُرم الفلكي بواسطة هيروشي كانيدا في 9 أكتوبر 1996.

## وصلات خارجية
- (18515) 1996 TL14 في قاعدة بيانات مختبر الدفع النفاث لأجرام النظام الشمسي الصغيرة

- الاكتشاف · مخطط المدار ·  العناصر المدارية · المعلمات المادية

- (18515) 1996 TL14 على موقع ويكي سكاي: DSS2, SDSS, GALEX, IRAS, Hydrogen α, X-Ray, Astrophoto, Sky Map, Articles and images